# Billy Magnussen
Pour les articles homonymes, voir Magnussen.
Billy Magnussen, né le 20 avril 1985 à New York, est un acteur américain.

## Biographie
Billy Magnussen (nom de naissance William Gregory Magnussen) est né le 20 avril 1985 à New York, États-Unis. Sa mère, Daina, est une professeur d'aérobic et son père Greg Magnussen, est un culturiste professionnel et kick-boxer. Il a deux petits frères, Jesse et Dane.
Ses grands-parents sont des immigrants Lituaniens.
Il a grandi dans le Queens, puis il déménage à l'âge de 10 ans, à Cumming, Georgie.
Il est diplômé de la South Forsyth High School en 2003, puis il a étudié à l'University of North Carolina School of the Arts.

### Vie privée
Il est en couple de juillet 2017 à 2020 avec Meghann Fahy.

## Carrière
Il débute à la télévision dans un épisode de New York, police judiciaire en 2008, puis obtient un rôle dans le soap opéra As the World Turns, où il reste jusqu'en 2010.
Au cinéma, c'est en 2009 qu'il fait ses premiers pas avec les films Blood Night et Happy Tears aux côtés de Demi Moore.
En 2010, il joue dans le film Twelve de Joel Schumacher avec Emma Roberts, Chace Crawford, ou encore Zoë Kravitz. Il apparaît aussi lors d'un épisode de NCIS : Los Angeles. L'année suivante, on le retrouve au cinéma dans plusieurs films : L'Amour à la une, Eyeborgs et Choose. Ainsi qu'à la télévision dans les séries New York, section criminelle et US Marshals : Protection de témoins.
En 2013, il est présent dans les films The East de Zal Batmanglij (avec Brit Marling, Elliot Page et Alexander Skarsgård) et The Brass Teapot de Ramaa Mosley. Il joue également dans le court métrage de Luca Guadagnino : Walking Stories avec Kaya Scodelario et Tom Ellis.
En 2015, il joue dans Le Pont des espions de Steven Spielberg aux côtés de Tom Hanks et dans Ma mère et moi de Lorene Scafaria aux côtés de Susan Sarandon, Rose Byrne et J.K Simmons. Il a également un petit rôle dans The Big Short : Le casse du siècle d'Adam McKay. A la télévision, il apparaît dans un épisode de The Good Wife.
En 2016, il incarne l'acteur Kato Kaelin dans quelques épisodes de la première saison de la série d'anthologie American Crime Story qui est centrée sur O.J Simpson. Au cinéma, il est au casting des films La Fabuleuse Gilly Hopkins et Birth of the Dragon.
En 2017, il tourne dans Instalife avec Elizabeth Olsen et Aubrey Plaza. Le film est sélectionné en compétition du Festival du cinéma Américain de Deauville 2017. On le retrouve à la télévision dans Unbreakable Kimmy Schmidt.
L'année d'après, il est au casting de la comédie Game Night de John Francis Daley et Jonathan Goldstein avec à ses côtés Rachel McAdams, Jason Bateman, Kyle Chandler, ou encore Sharon Horgan. On peut également le voir dans les séries Maniac, De celles qui osent et Tell Me a Story.
En 2020, il retrouve le réalisateur Cary Joji Fukunaga après la mini-série Maniac pour le nouveau volet de James Bond, intitulé Mourir peut attendre.

## Filmographie

### Cinéma

#### Longs métrages
- 2009 : Blood Night de Frank Sabatella : Eric
- 2009 : Happy Tears de Mitchell Lichtenstein : Ray
- 2010 : Twelve de Joel Schumacher : Claude
- 2011 : L'Amour à la une (The Lost Valentine) de Darnell Martin : Neil Thomas
- 2011 : Eyeborgs de Richard Clabaugh : Un agent de la DHS
- 2011 : Choose de Marcus Graves : Paul
- 2012 : Damsels in Distress de Whit Stillman : Thor
- 2012 : Surviving Family de Laura Thies : Alex D'Amico
- 2012 : 2nd Serve de Tim Kirkman : Lingo
- 2013 : The East de Zal Batmanglij : Porty McCabe
- 2013 : The Brass Teapot de Ramaa Mosley : Arnie
- 2014 : La Revanche des dragons verts d'Andrew Lau et Andrew Loo : l'inspecteur Boyer
- 2014 : Into the Woods de Rob Marshall : le Prince charmant de Raiponce
- 2015 : Le Pont des espions (Bridge of Spies) de Steven Spielberg : Doug Forrester
- 2015 : The Big Short : Le casse du siècle (The Big Short) d'Adam McKay : un trader
- 2015 : Ma mère et moi (The Meddler) de Lorene Scafaria : Ben
- 2016 : La Fabuleuse Gilly Hopkins de Stephen Herek : Ellis
- 2016 : Birth of the Dragon de George Nolfi : Steve McKee
- 2017 : Instalife (Ingrid Goes West) de Matt Spicer : Nicholas "Nicky" Sloane
- 2018 : Game Night de John Francis Daley et Jonathan Goldstein : Ryan
- 2018 : The Oath d'Ike Barinholtz : Mason
- 2019 : Velvet Buzzsaw de Dan Gilroy : Bryson
- 2019 : Aladdin de Guy Ritchie : Le prince Anders
- 2021 : Many Saints of Newark - Une histoire des Soprano (The Many Saints of Newark)  d'Alan Taylor : Paulie « Walnuts » Gualtieri
- 2021 : Mourir peut attendre (No Time to Die) de Cary Joji Fukunaga : Logan Ash
- 2021 : Le Survivant (The Survivor) de Barry Levinson : Dietrich Schneider
- 2023 : Spy Kids: Armageddon de Robert Rodriguez
- 2024 : Road House de Doug Liman
- 2024 : En plein vol (Lift) de F. Gary Gray
- 2025 : Lilo et Stitch (Lilo & Stitch) de Dean Fleischer Camp : Pleakley (voix)

#### Courts métrages
- 2008 : The Elephant Garden de Sasie Sealy : Michael
- 2009 : Lalo de Daniel Maldonado : Le livreur à vélo
- 2013 : Walking Stories de Luca Guadagnino : Chip
- 2014 : A Mighty Nice Man de Jonathan Dee : Robbie
- 2019 : w4m de Daniel Goldstein : Fern

### Télévision

#### Séries télévisées
- 2008 : New York, police judiciaire (Law & Order) : Cody Larson
- 2008 - 2010 : As the World Turns : Casey Hughes
- 2009 : The Beautiful Life : Alex Marinelli
- 2009 : The Unusuals : Bo Keebler
- 2010 : NCIS : Los Angeles : Capitaine Allen Reed
- 2011 : New York, section criminelle (Law & Order : Criminal Intent) : Marc Landry
- 2011 : US Marshals : Protection de témoins (In Plain Sight) : Jonathan Collins / Yonni Peterschwim
- 2012 : Les Experts (CSI : Crime Scene Investigation) : Détective Micheal Crenshaw
- 2012 : Blue Bloods : Rand Hilbert
- 2012 : Boardwalk Empire : Roger McAllister
- 2013 : Your Pretty Face Is Going to Hell : Spencer
- 2014 : The Leftovers : Marcus
- 2014 : It Could Be Worse : Competition
- 2015 : The Good Wife : Chris Fife
- 2016 : American Crime Story : Kato Kaelin
- 2017 : Unbreakable Kimmy Schmidt : Russ Snyder
- 2017 : Friends from College : Sean
- 2017 - 2025 : Black Mirror : Karl Plowman / Valdack
- 2017 : Get Shorty : Nathan Hill
- 2018 : Maniac : Jed Milgrim
- 2018 - 2020 : De celles qui osent (The Bold Type) : Billy Jeffries (2 épisodes)
- 2018 - 2019 : Tell Me a Story : Nick / Joshua Sullivan
- 2021 : Made for Love : Byron Gogol
- 2022 : The Offer : Robert Redford
- 2025 : Black Mirror : Karl Plowman

#### Téléfilm
- 2014 : The Money de Justin Chadwick : Greg Castman

## Voix françaises
| - Benjamin Jungers dans : - Twelve - Le Pont des espions - Mourir peut attendre - Sylvain Agaësse dans : - US Marshals : Protection de témoins (série télévisée) - The Brass Teapot - Fabrice Trojani dans : - Damsels in Distress - The Good Wife (série télévisée) - Pascal Nowak dans : - Instalife - Tell Me a Story (série télévisée) - Alexandre Gillet dans : - Game Night - Many Saints of Newark - Une histoire des Soprano | - Damien Boisseau dans : - The Offer (mini-série) - Spy Kids: Armageddon Et aussi - Mathias Kozlowski dans L'Amour à la une - Maxime Donnay dans Into the Woods - Anatole de Bodinat dans Ma mère et moi - Thibaut Belfodil dans American Crime Story (série télévisée) - Laurent Maurel dans Unbreakable Kimmy Schmidt (série télévisée) - Mathias Mella dans Maniac (mini-série) - Valentin Merlet dans Velvet Buzzsaw - Valéry Schatz dans Aladdin - Jim Redler dans En plein vol - Pierre Lognay dans Road House - Antoine Schoumsky dans Lilo et Stitch (voix) |